# Aartsengel Michaëlkerk (Katowice)
De Aartsengel Michaëlkerk (Pools: Kościół św. Michała Archanioła w Katowicach) is een van de oudste gebouwen in Katowice. De houten kerk staat sinds 1938 in het Kościuszko Park, heeft een vrijstaande klokkentoren en wordt omgeven door een houten hek met poortgebouw.

## Geschiedenis

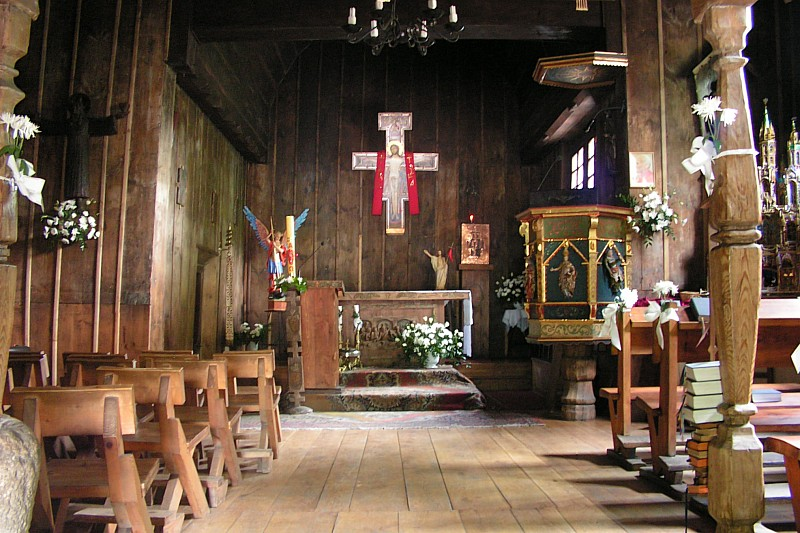
interieur

De kerk werd in de huidige vorm en afmetingen gebouwd in het jaar 1510 in het Zuid-Poolse dorp Syrynia (Duits: Syrin). Een nieuwe vrijstaande houten toren werd toegevoegd in de 17e eeuw, die in 1853 werd vervangen door de huidige toren.
De Duitse keizer Wilhelm II bezocht de kerk in 1913 en was onder de indruk van de schoonheid van het gebouw.
Nadat algehele afbraak dreigde werd het kerkgebouw in de jaren 1938-1939 verplaatst naar de huidige locatie, het Kościuszko Park te Katowice, waar het als eerste gebouw een plaats kreeg in een gepland (maar nooit gerealiseerd) openluchtmuseum voor traditionele Silezische architectuur.
Tegen het einde van de Tweede Wereldoorlog waren er bij de kerk bunkers en loopgraven aangelegd. De kerk overleefde echter, omdat in 1945 het front zich verplaatste.
Na de oorlog werd de kerk vergeten en verwaarloosd. Er was nog een plan om de kerk te verhuizen naar een park in Pszczyna, maar de technische staat van het kerkgebouw liet een nieuwe verplaatsing niet toe.
Politieke veranderingen in 1956 leidden tot een verbetering van de situatie van de kerk. Het gebouw werd opnieuw (voor de derde maal) ingewijd en in gebruik genomen voor kerkdiensten. In 1981 werd de parochie van de Aartsengel Michaël opgericht.

## Interieur
Oorspronkelijk waren de wanden van de kerk met schilderijen bedekt, maar deze gingen bij de verhuizing in 1938 naar Katowice verloren. Veel van het huidige interieur is relatief nieuw, alhoewel er ook oudere voorwerpen zijn. Zo bevindt zich in de kerk een barokke ambo.